# Bruno Möhring

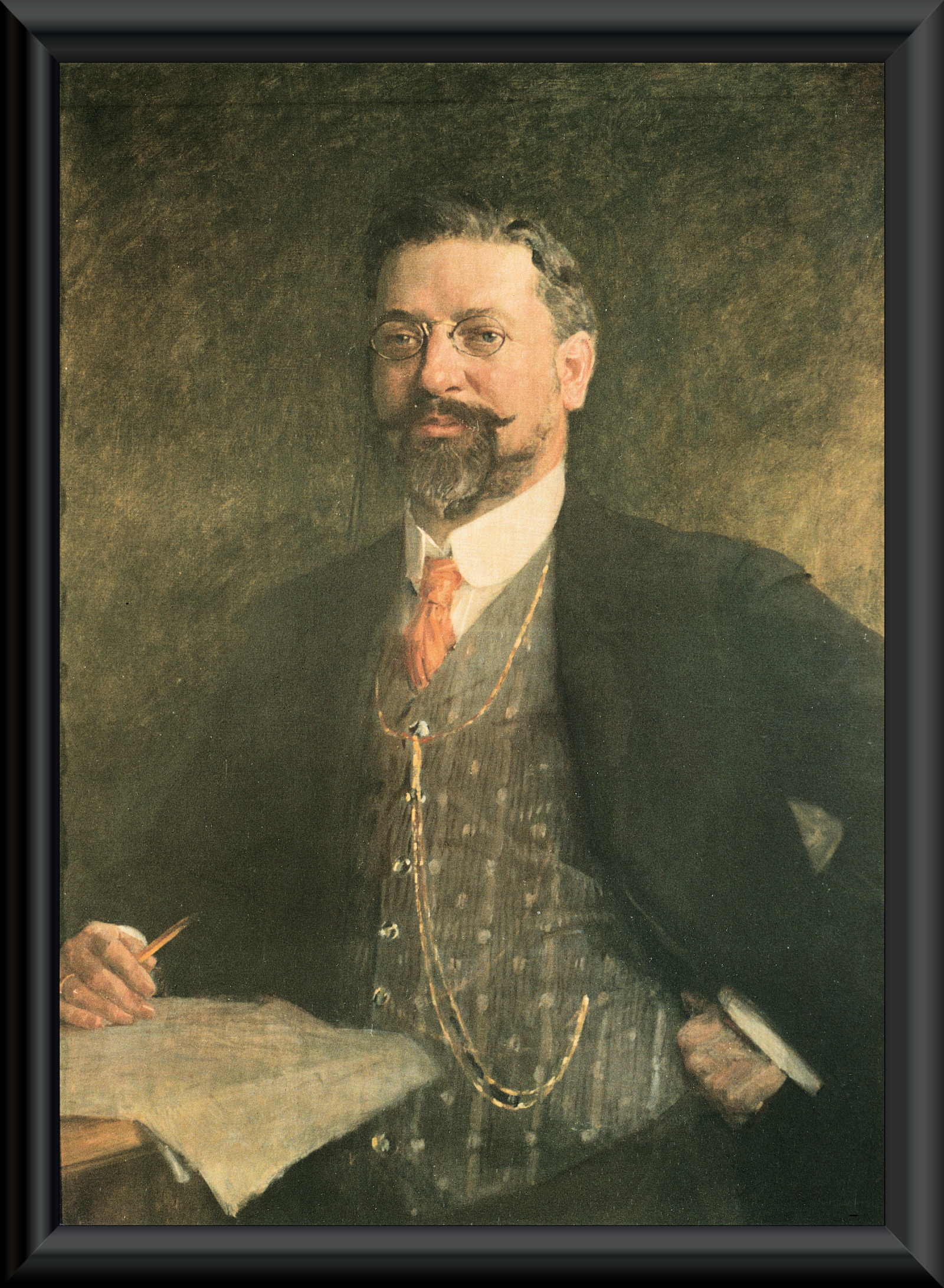
1905: Bruno Möhring im Alter von 42 Jahren

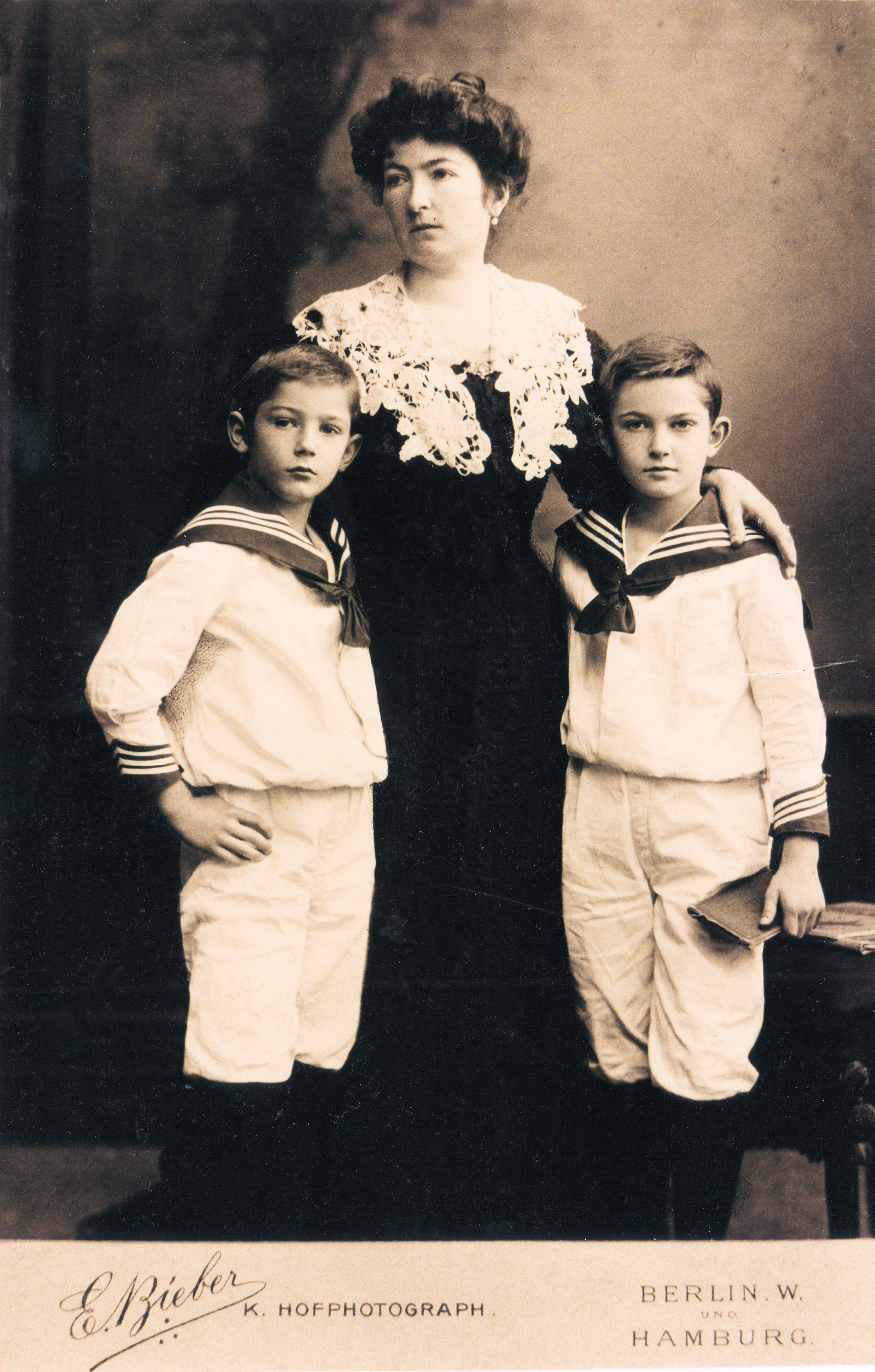
1905: Anna Möhring mit den Söhnen Rudolf und Bruno

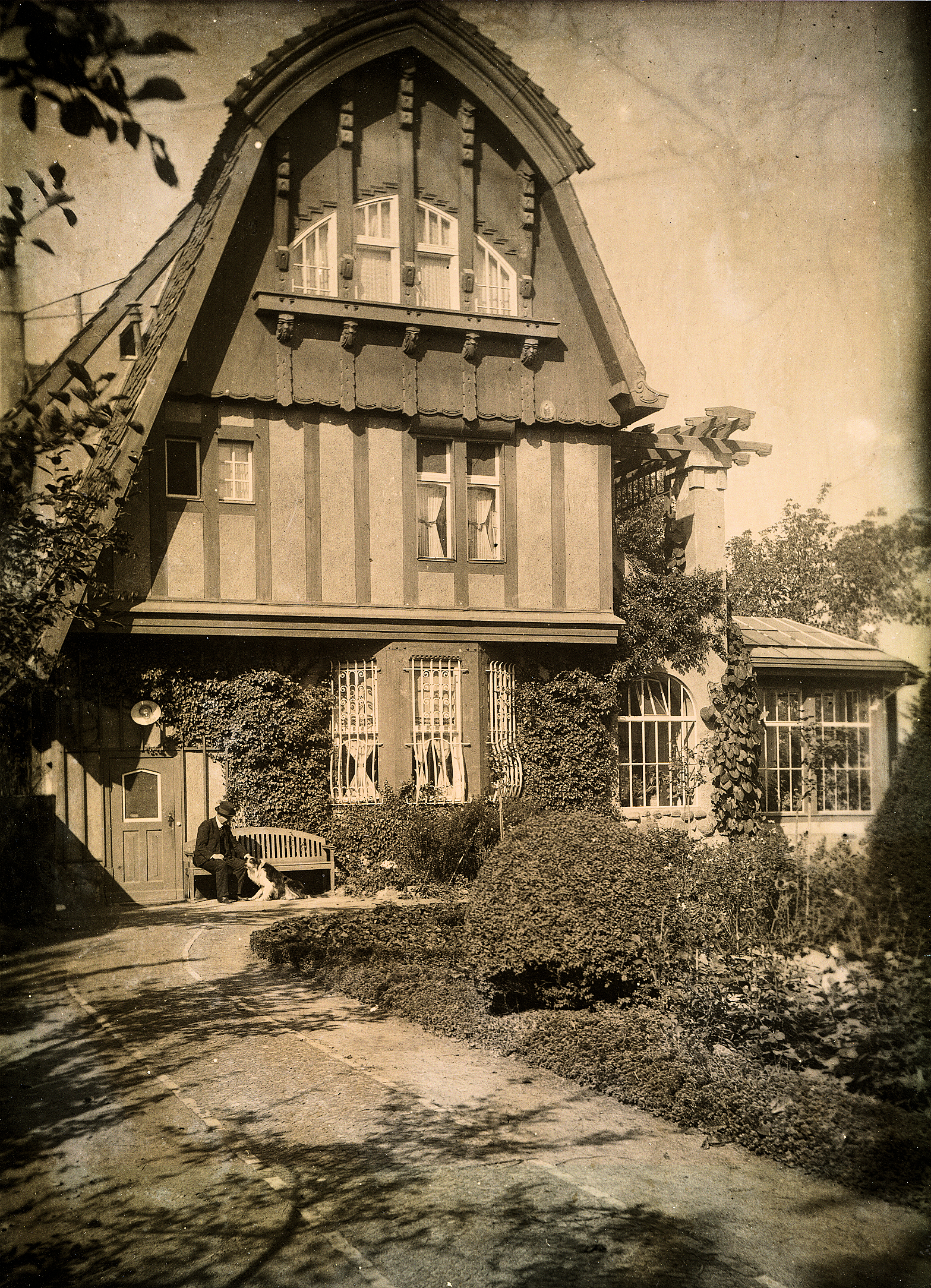
1928: Der kranke Bruno Möhring mit Hund vor seinem Haus in der Parallelstraße 7 (heute: Bruno-Möhring-Straße 14B) in Berlin-Marienfelde

Bruno Möhring (* 11. Dezember 1863 in Königsberg (Ostpreußen); † 25. März 1929 in Berlin) war ein deutscher Architekt, Stadtplaner und Designer. Er zählte zu den bedeutendsten Architekten des Jugendstils in Deutschland.

## Leben
Nach einem kurzen Studium ohne Abschluss an der Technischen Hochschule Charlottenburg bei Hermann Ende, Carl Schäfer, Johannes Otzen und Johann Eduard Jacobsthal war Möhring im Berliner Schlossbaubüro als angestellter Architekt tätig. 1892 machte er sich selbstständig und hatte sein Büro im Haus Potsdamer Straße 109 in der Schöneberger Vorstadt.

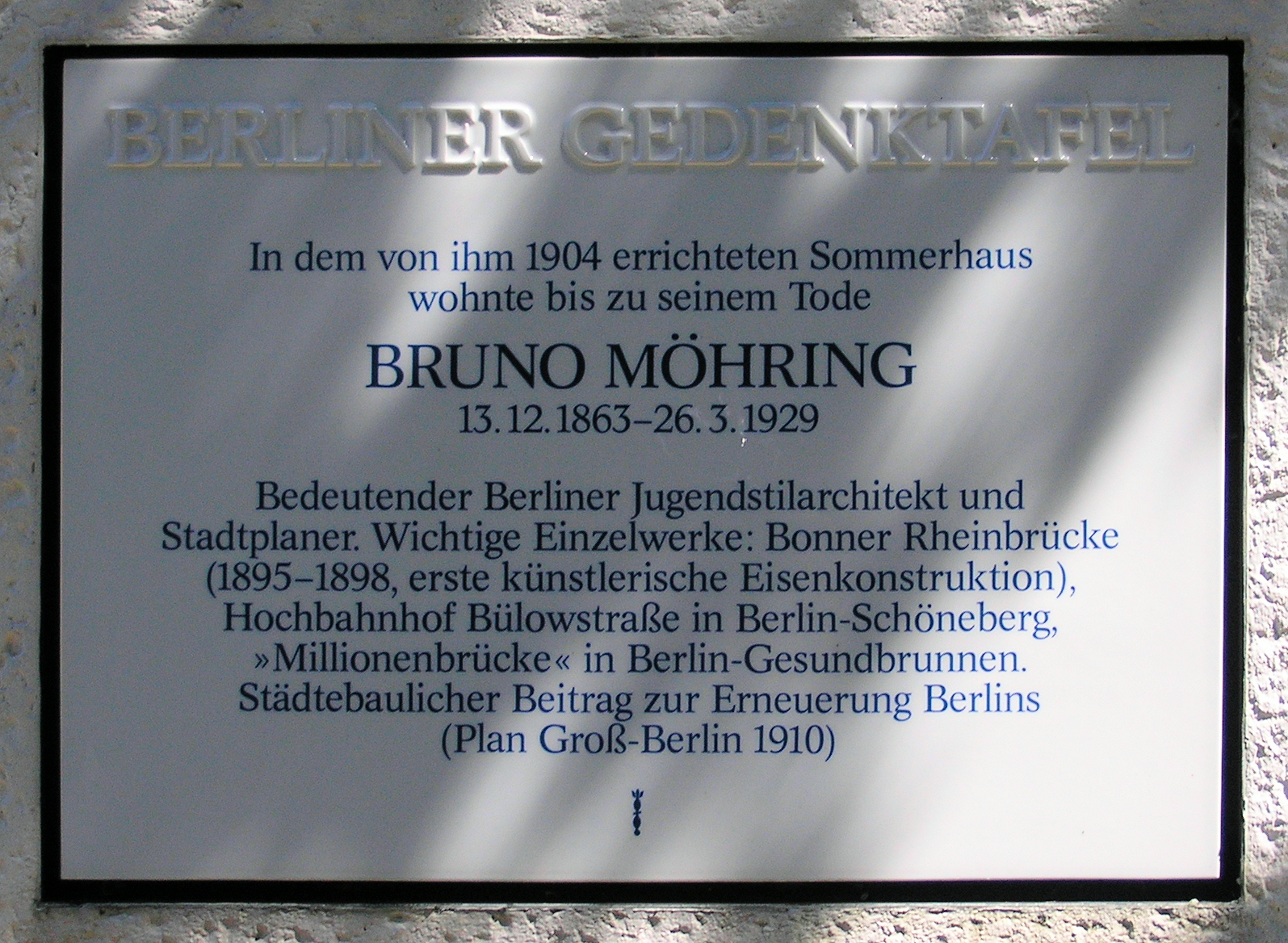
Berliner Gedenktafel am Haus Bruno-Möhring-Straße 14a in Berlin-Marienfelde

Möhring machte durch einige Wettbewerbserfolge auf sich aufmerksam, darunter auch der Entwurf für die Bonner Rheinbrücke (1897), woraus eine längerfristige, fruchtbare Zusammenarbeit mit der Gutehoffnungshütte in Oberhausen und deren Chefkonstrukteur Reinhold Krohn entstand. Für die Epoche des Jugendstils gilt Möhring als einer der wenigen deutschen Architekten, die zu wirklich originellen, eigenständigen Schöpfungen fanden. Tatsächlich können diese Jahre als Höhepunkt in Möhrings Schaffen gelten.
Der Jugendstil hatte sich aber bereits um 1906 überlebt, in den folgenden Jahren trat Möhring vor allem durch städtebauliche Arbeiten hervor. Er war an größeren Projekten in Wedding, Weißensee und Neukölln beteiligt. Hier brachte er die Grundzüge seines Stadtentwurfs zur Geltung, z. B. die Blockrandbebauung mit großen und begrünten Innenflächen.
Gemeinhin wird das Werk Möhrings in der Zeit nach dem Ersten Weltkrieg als weniger bedeutend angesehen. Es fehlen in dieser Zeit die spektakulären Projekte, wie es etwa die großen Brücken waren. Doch gelang ihm auch in kleinerem Maßstab gute Architektur, so die Neugestaltung der Dorfkirche Marienfelde und den Neubau der Kapelle auf dem evangelischen Friedhof in Berlin-Marienfelde. Auch die Weiternutzung vorhandener Bausubstanz demonstrierte er mit dem Bau des Gemeindehauses in Giesensdorf, wo er das vorhandene Pfarrhaus von 1869 in den Neubau integrierte.
Er gehörte dem Künstlerverein „Der Werkring“ und seit 1902 dem Choriner Freundeskreis an, außerdem wurde er bereits kurz nach dessen Gründung 1907 in den Deutschen Werkbund berufen. Er war Mitherausgeber der Zeitschrift Berliner Architekturwelt.
Möhrings Schaffen wurde durch einige Ehrungen und Orden gewürdigt. 1907 erhielt er den Professoren-Titel. 1914 wurde er Mitglied des comité international permanent des architectes in Paris. Seit 1919 war er Mitglied in der Preußischen Akademie des Bauwesens.

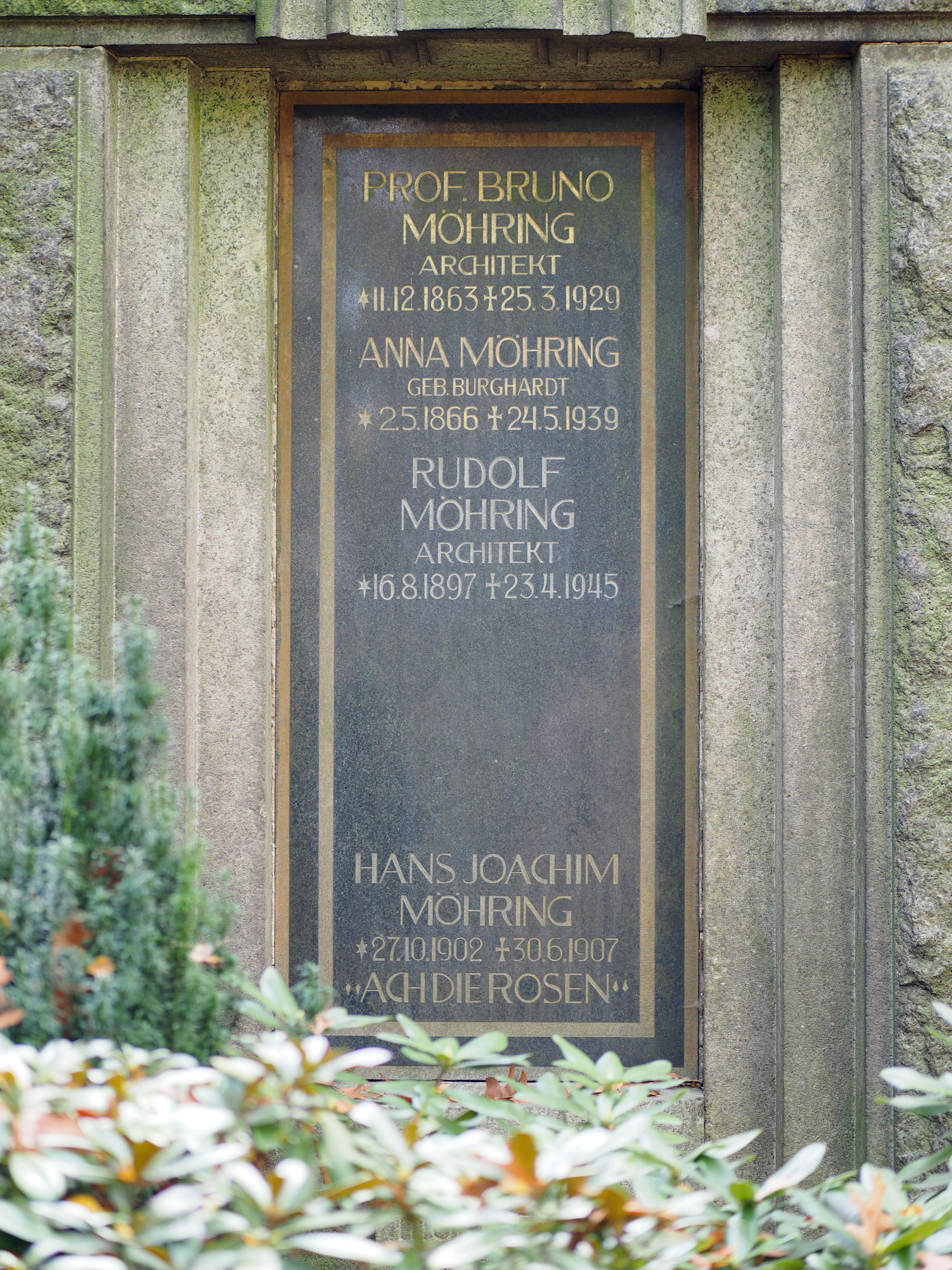
Grabmal der Familie Möhring auf dem Friedhof Marienfelde

Bruno Möhring wurde im Familiengrab auf dem Friedhof Marienfelde der evangelischen Kirchengemeinde in Berlin-Marienfelde beigesetzt. Das Grab ist als Ehrengrab ausgewiesen, das Grabmal steht als Gartendenkmal unter Denkmalschutz. Die ehemalige Parallelstraße in Berlin-Marienfelde trägt heute den Namen Bruno-Möhring-Straße.
Seine Frau Anna Möhring (geb. Burghardt) starb 1939. Zwei seiner Söhne starben früh, Hans-Joachim im Alter von vier Jahren und Bruno 1918 als Soldat im Ersten Weltkrieg. Der dritte Sohn Rudolf ist laut seiner Sterbeurkunde zum Ende des Zweiten Weltkriegs am 23. April 1945 auf dem von seinen Eltern geerbten Grundstück in Berlin-Marienfelde beim Vormarsch der Roten Armee auf die Berliner Stadtmitte gefallen.

## Mitarbeiter
Mitarbeiter im Atelier von Bruno Möhring waren:
- von 1900 bis 1906 John Martens (1875–1936) als Chefarchitekt und Büroleiter
- um 1900/1904 der Architekt Otto Rahlenbeck
- um 1900/1904 der Architekt Philipp Felde
- 1903 der Architekt Bruno Taut
- vor 1904 der Architekt Leo Nachtlicht
- von 1907 bis 1909 der schwedische Architekt Sigurd Lewerentz[2]
- 1908/1909 der Architekt Josef Frank (1885–1967)
- ab 1913 Hans Spitzner (zuletzt als Büropartner)
- um 1919 bis 1921 der Schweizer Architekt Otto Dreyer (1897–1972)
- in späteren Jahren sein Sohn Rudolf Möhring

## Werk
Ein wichtiges Arbeitsgebiet Möhrings war die architektonische Gestaltung von Eisenkonstruktionen, die bis dahin eigentlich nicht als Objekte der Architektur angesehen wurden. Möhring entwickelte sich dabei über die im Historismus übliche Addition von nützlicher Eisenkonstruktion und schmückender Massivbau-Architektur hinaus (z. B. Brückenträger + Tortürme, wie noch bei der Moselbrücke Traben-Trarbach); er ging dazu über, der vom Ingenieur vorgegebenen Eisenkonstruktion aus ihrer Formgebung entwickelte Zierelemente direkt und im gleichen Material anzufügen (z. B. bei der Swinemünder Brücke in Berlin, die völlig ohne Türme o. ä. auskam). Idealerweise verschmolzen so Konstruktion und architektonische Gestaltung zu einer untrennbaren Einheit und zu einer charakteristischen Gesamtform wie bei der Schwebebahn-Station „Döppersberg“ in Wuppertal.
Ein anderer wichtiger Teil in Möhrings Werk war die Gestaltung von Ausstellungen oder einzelnen Ausstellungsbauten bzw. -objekten. Dabei dominierte die gestalterische Aufgabe, die man heute als Messebau bezeichnen würde. 1900 übernahm er die künstlerische Gestaltung für die Ausstellungsräume der deutschen Weinproduzenten und eines Weinrestaurants auf der Weltausstellung in Paris. Die französische Regierung hat Möhring dafür zum Ritter der Ehrenlegion ernannt. Außer der Ausstellungshalle der Gutehoffnungshütte von 1902, deren Konstruktion einige Jahre später an anderer Stelle wiederverwendet wurde, ist vermutlich kein Objekt dieser Kategorie erhalten – zumeist waren sie auch nur für eine temporäre Existenz konzipiert.
Neben der Entwurfsarbeit war Möhring als Autor und Herausgeber von Zeitschriften aktiv; so war er 1899 etwa Mitbegründer und Herausgeber der Zeitschrift „Berliner Architekturwelt“.

Tafel 51 aus dem Jahrgang 3 (1902) der Architektonischen Charakterbilder, herausgegeben von Bruno Möhring

Nach dem ab 1900 herausgegebenen Mappenwerk Architektonischen Charakterbildern mit Architekturbildern und -zeichnungen folgte 1906 die Zeitschrift „Der Städtebau“. Gemeinsam mit Cornelius Gurlitt und Bruno Taut gab er seit 1920 die Zeitschrift „Stadtbaukunst alter und neuer Zeit“ heraus.
In Möhrings Schaffen sind drei regionale Schwerpunkte festzustellen: Berlin und Umgebung, die Stadt Traben-Trarbach (nach Errichtung der Moselbrücke konnte er dort mehrere Bauten planen) und Oberhausen (aus der Zusammenarbeit mit der Gutehoffnungshütte folgte der Auftrag zur Gestaltung einer Beamtensiedlung für dieses Unternehmen). Einzelne Bauten entstanden aber auch abseits dieser Schwerpunkte.
Bei der Gestaltung seiner zwischen 1909 und 1916 projektierten Landhäuser und Villen beauftragte er für den Entwurf von Baukeramiken seinen ehemaligen Bürochef John Martens, der als selbständiger Architekt und Baukeramiker in Berlin und für Veltener Keramik- und Ofenfabriken tätig war.

### Eisenkonstruktionen

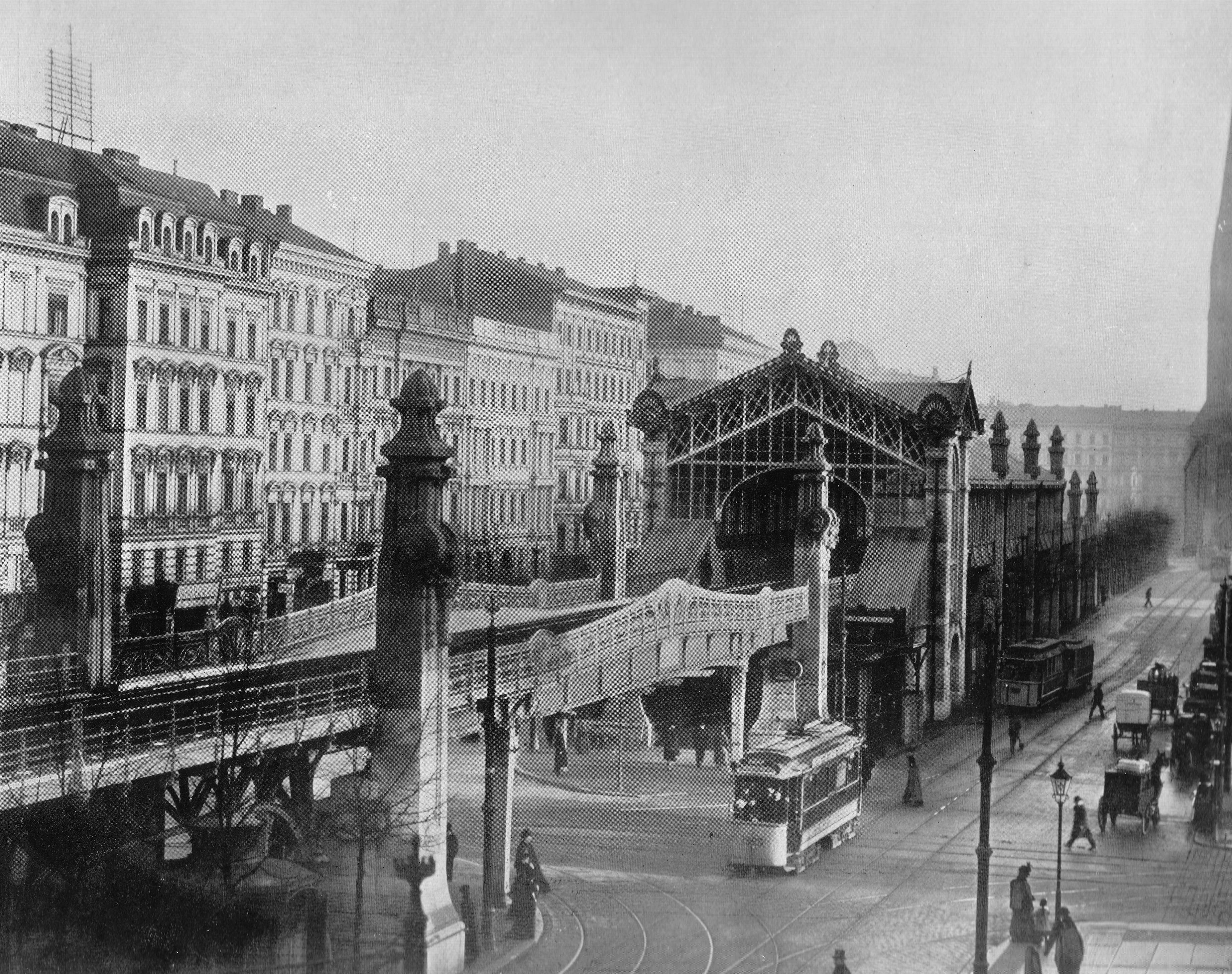
Hochbahn-Station Bülowstraße um 1902

- 1898–1899: Rheinbrücke in Bonn (kriegszerstört)
- 1898–1899: Moselbrücke in Traben-Trarbach (nur Brückentor erhalten)
- 1900: Stationsbauwerk der Haltestelle „Döppersberg“ der Wuppertaler Schwebebahn (1926 abgebrochen)
- 1902: Stationsbauwerk der Hochbahn-Station „Bülowstraße“ der Berliner Hoch- und Untergrundbahn
- 1902–1903: Maschinenhalle der Zeche Zollern II/IV in Dortmund-Bövinghausen
- um 1912: Elbebrücke Schönebeck (kriegszerstört)

### Denkmäler
Möhring entwarf eine Reihe von Grabmalen, aber auch große Denkmäler wie 1907 die Bismarckwarte in Brandenburg an der Havel oder 1917 den Bismarckturm in Burg (Spreewald).

### Innenarchitektur
Etliche seiner Wohnhäuser hat er auch im Inneren ausgestaltet, außerdem auch Geschäftsräume und Ladenlokale. Diese Arbeiten waren kurzlebig und sind überwiegend nicht mehr erhalten. Eine Ausnahme bildet die Rheineck-Apotheke im Erdgeschoss des Eckhauses Rheinstraße 40 in Berlin-Friedenau von 1908/1909.

### Kunstgewerbe
Vor allem um die Jahrhundertwende entwarf Möhring kunstgewerbliche Arbeiten. Schmuckstücke, Lampen und Möbel stammten aus seiner Feder. Dazu kamen architektonische Dekorationen wie Tür- und Fenstergitter und Treppengeländer.

### Stadtplanung
- 1910: städtebaulicher Entwurf für Groß-Berlin (in Zusammenarbeit mit dem Nationalökonomen Rudolf Eberstadt und dem Verkehrsingenieur Richard Petersen)

Der Entwurf verfolgte eine radiale Entwicklung entlang der großen Verkehrsachsen und eine Verdichtung der Bebauung in der Nähe bestehender Ortskerne, er sah bereits einen Eisenbahntunnel mit Kreuzungsbahnhof im Bereich des Lehrter Stadtbahnhofs von Norden nach Süden vor. (Elemente dieses Planes nutzte auch Albert Speer in seinen Planungen für Berlin.) Möhring plädierte hier für eine großzügige Blockrandbebauung mit großen Innenhöfen. Diese Form der Bebauung präferierte er gegenüber aufgelockerter Bebauung, wobei der Innenhof Fronten ohne Verkehrslärm bot und die Kommunikation der Bewohner untereinander erleichtert würde.
- 1912: Garten- und Bebauungsplan für Neu-Tempelhof (zusammen mit Fritz Bräuning)
- 1914: Gesamtbebauungsplan für die Gemarkung von Berlin-Mariendorf[5]
- 1914/1915: Pläne zum Wiederaufbau von Allenstein in Ostpreußen

### Bauten in Berlin

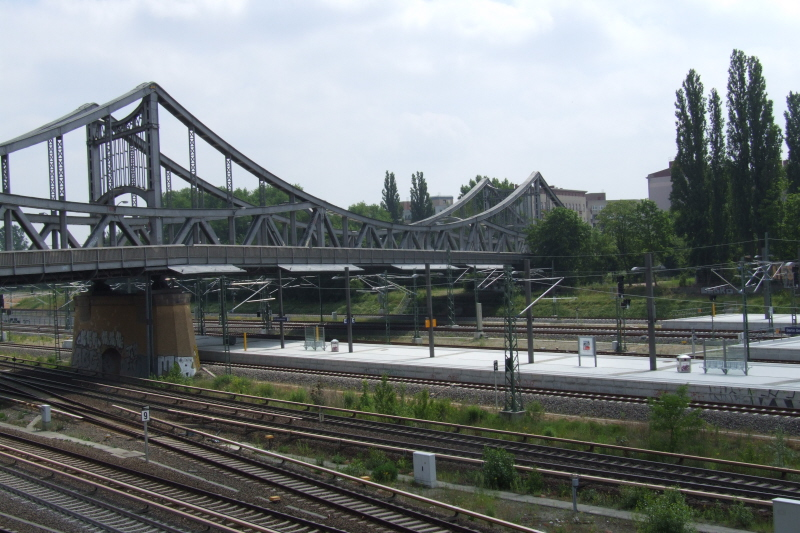
Swinemünder Brücke

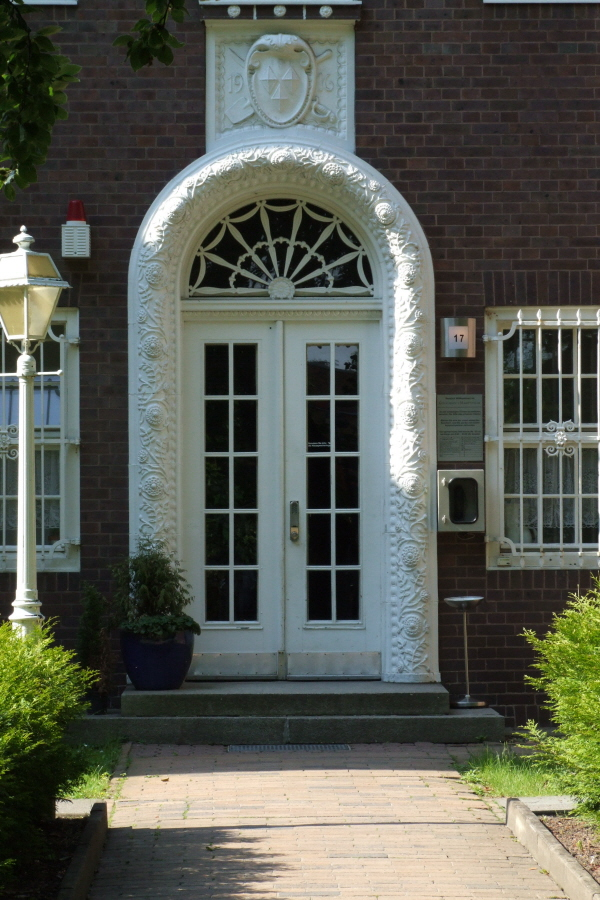
Eingang der Villa Schippert in Berlin-Marienfelde

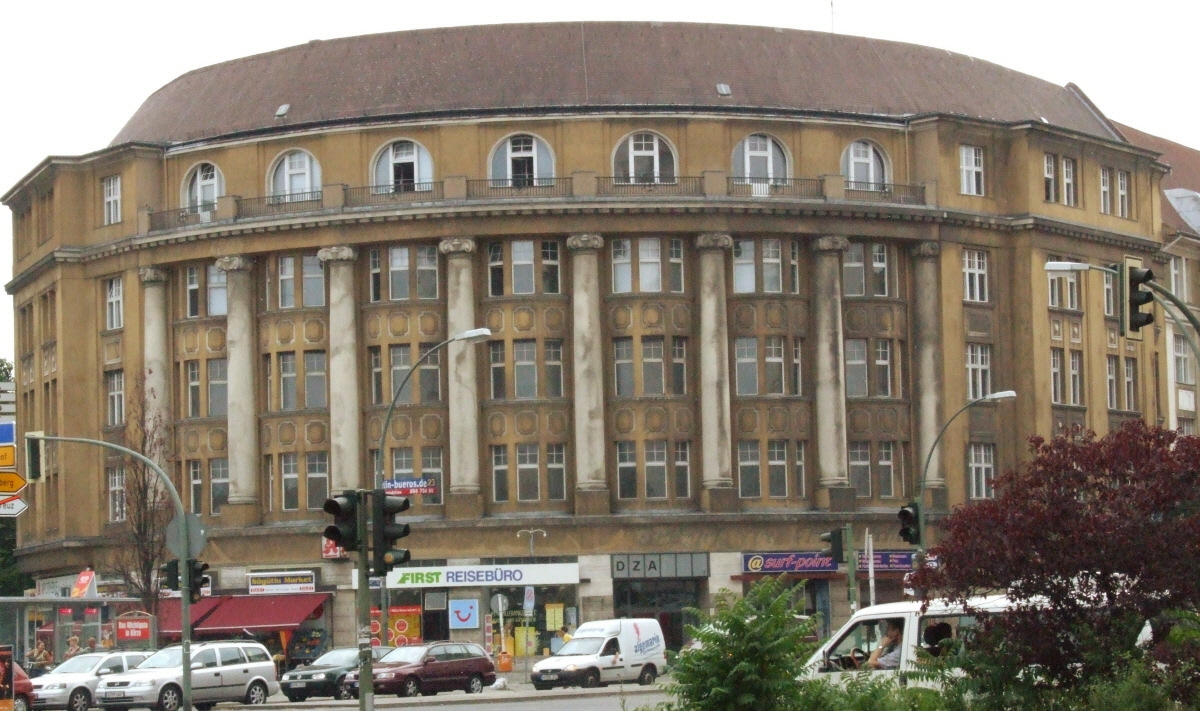
Wohn- und Geschäftshaus am Platz der Luftbrücke

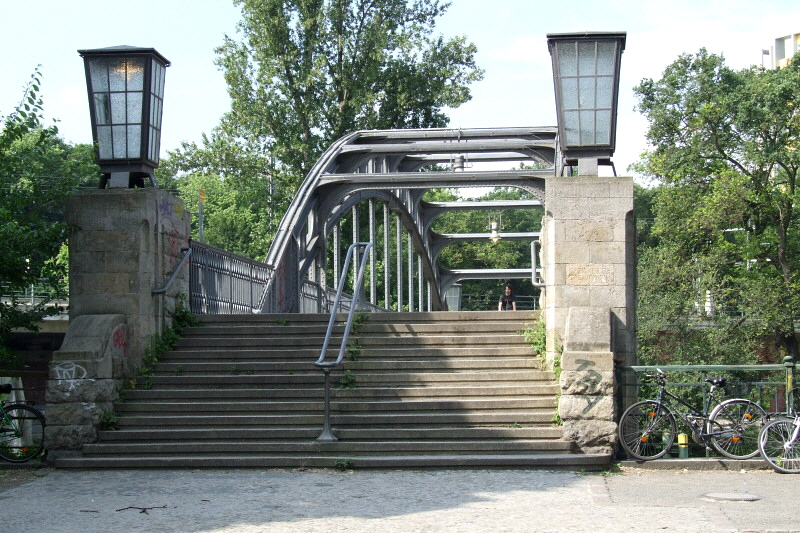
Aufgang zum Gerickesteg vom S-Bahnhof Bellevue

Folgend werden die Bauten aufgelistet, bei deren Entwurf Bruno Möhring maßgeblich beteiligt war. Die Aufzählung beschränkt sich auf erhaltene Gebäude. Die Angaben zum Zustand dieser Bauten stammen von Ines Wagemann (1988) und sind teilweise 2006 überprüft. Deshalb die vorläufige Beschränkung auf Berlin und Umgebung.
Auch in Berlin hat er Brücken entscheidend mitgestaltet, obwohl die Dimensionen über die Spree wesentlich kleiner ausfielen. Die erhaltenen, wenn auch zumeist infolge der Kriegseinwirkungen schlichter wieder aufgebauten Brücken oder ihre Widerlagerbauwerke sind sehenswerte Kleinodien in der Stadt.
- Den Start in die Selbstständigkeit markiert 1895 das Wohnhaus in der Ernststraße 5 in Berlin-Baumschulenweg.
- Mit Julius Krost entwarf er 1896–1897 die zeittypischen Wohn- und Geschäftshäuser in der Schöneberger Pallasstraße 8–12. Der Fassadenschmuck dieser Häuser ist teilweise erhalten oder wiederhergestellt.
- Um 1900/1901 entstand die Station Bülowstraße der Berliner Hochbahn, die weitgehend erhalten ist. Der Bahnsteig wurde 1928 unter der Leitung seines Sohns Rudolf Möhring verlängert.
- 1902–1905 wurde die Swinemünder Brücke in Berlin-Gesundbrunnen gebaut, die die Ringbahn und die Nordbahn östlich des Bahnhofs Berlin-Gesundbrunnen überspannt. Die Brücke wurde im Krieg zerstört und vereinfacht wieder aufgebaut. Zwischen 1995 und 2006 hat sich das Umfeld mit dem Um- und Neubau des Bahnhofes Gesundbrunnen stark verändert.
- 1904 errichtete Bruno Möhring sein eigenes Haus in der Parallelstraße 7 in Berlin-Marienfelde, der späteren Bruno-Möhring-Straße 14a. Das Haus ist in leicht veränderter Form erhalten, allerdings dem Blick durch eine neue Randbebauung des Grundstücks weitgehend entzogen. Eine schwer zu entdeckende Gedenktafel weist auf das Gebäude und seinen Erbauer hin, es steht unter Denkmalschutz[Denkmal 2][6].
- 1907/1908 leitete Möhring den Umbau einer Villa in der Teutonenstraße in Berlin-Zehlendorf. Gleichzeitig gestaltete er die Fassade der Mehrfamilienhaus-Gruppe Levetzowstraße 12/12a bzw. Solinger Straße 12 in Berlin-Moabit
- 1909/1910 wurde nach Möhrings Plänen die Hansabrücke im Verlauf der Hansastraße in Berlin-Tiergarten gebaut. Teile der ursprünglichen Bauwerke am Ufer sind erhalten, die Brücke selbst wurde nach Kriegszerstörung 1952 bis 1953 neu errichtet.
- Ebenfalls 1911 gestaltete Möhring in der Parallelstraße 8–9 – in direkter Nachbarschaft zum eigenen Haus – für den Weinhändler Gustav Schicke ein Wohnhaus mit Weinstube. (Möhring hatte 1898 bereits den Entwurf für die Inneneinrichtung der Weinstube von Gustav Schicke in der Berliner Friedrichstraße 203 geliefert, die heute nicht mehr existiert.) Der Architekt und Baukeramiker John Martens entwarf für dieses Haus die zwei schwarz glasierten Majolikavasen im Eingangsbereich und die zwei unglasierten Terrakottakrater auf dem Balkon.
- 1912 entstanden in Berlin-Nikolassee das Rathaus und die Feuerwache der Gemeinde am Hohenzollernplatz nach Möhrings Plänen. Die Bauten sind in veränderter Form erhalten.
- 1912 nahm Möhring am dritten Wettbewerb für das geplante Neue Königliche Opernhaus in Berlin teil. Hierfür schlug Möhring vor, das Baugrundstück an den Schloßplatz zu verlegen. Sein originärer Vorschlag konnte sich im Wettbewerb nicht durchsetzen. Durch den Kriegsbeginn 1914 wurde das Opernhaus jedoch nie gebaut.
- 1912/1913 wurde ein Komplex von Häusern in Neu-Tempelhof gebaut: Manfred-von-Richthofen-Straße 2, 9 und 11 (erhalten); Dudenstraße 9 (erhalten); Tempelhofer Damm 2 (erhalten); Kaiserkorso 1 (Fassade nach dem Krieg schlicht wiederhergestellt) und 158 (wahrscheinlich im Krieg zerstört). Die imposanten Bauten bilden eine Eingangssituation für Neu-Tempelhof. Sie sind für den Platz der Luftbrücke ebenso prägend wie die Bauten des Flughafens Tempelhof. Sie sollten am Anfang einer umfassenden Bebauung von Neu-Tempelhof stehen, doch der Erste Weltkrieg verhinderte die Fortführung dieses Projektes. In den Jahren nach 1920 wurde dann Neu-Tempelhof im Siedlungsstil der Zeit mit weniger hohen Gebäuden bebaut. Als Partner wirkte Hermann Speck an dem Projekt.
- 1913/1914 wurde in der Berliner Straße (heute Ostpreußendamm 136) die Villa Burchardt für den Bauunternehmer Carl Burchardt errichtet, die deutliche Ähnlichkeit mit der Villa Schippert zeigt. Auch bei diesem Bauprojekt arbeitete Möhring mit dem Baukeramiker John Martens zusammen. Dieser entwarf das Eingangsportal aus unglasierter Terrakotta und die Fensterstürze sowie für das Innere des Landhauses Kachelöfen und einen Majolika-Kamin (gefertigt von der Blumenfeld AG in Velten). Im Garten des Anwesens steht eine Brunnenschale mit einer vom Bildhauer Hermann Hosäus ausgeführten Venusfigur.
- Noch ein Brückenschlag Möhrings über die Spree erfolgte 1913/1914 mit dem Gerickesteg (auch Bellevuesteg oder Calvinbrücke genannt) in Berlin-Tiergarten am S-Bahnhof Bellevue. Er wurde im Krieg zerstört und in ähnlicher, aber vereinfachter Form wieder errichtet.
- Fassadengestaltung in Berlin-Tempelhof, Schulenburgring 126 von 1914/1915. Dieses Gebäude ist stark verändert.
- 1915/1916 wurde das Wohnhaus für Karl Schippert, Direktor der Daimler-Motorenfabrik, in Berlin-Marienfelde, Emilienstraße 17 (ehemals Emilienstraße 29/30), auf dem Eckgrundstück Emilienstraße / Parallelstraße (jetzt Bruno-Möhring-Straße) gebaut. Die Portallaibung aus weißer Terrakotta und die Terrakotten der Fenster der beiden Seitenflügel wurden von John Martens entworfen und von der Adler GmbH in Velten ausgeführt. Auf der Rückseite des Hauses befinden sich im leicht gebogenen Mittelrisalit drei weitere mit einem Terrakottaband verzierte große Fenster und eine Gartentür. Das Wohnhaus Schippert entstand ganz unter dem Einfluss des Deutschen Bundes Heimatschutz und des Deutschen Werkbundes. Es diente in der Nachkriegszeit als Provinzialat und Mutterhaus der Armen Schulschwestern von Unserer Lieben Frau. Seit 2006 wird es als Bürogebäude genutzt und steht unter Denkmalschutz.[Denkmal 3]
- 1920/1921 erfolgte die grundlegende Umgestaltung des Innenraums und des Äußeren der Dorfkirche Marienfelde in Berlin-Marienfelde. Die Umbauten sind nicht verändert worden, die Ausschmückung der Kirche mit Malereien ist 1990/1991, bis auf einen Erinnerungsrest, beseitigt worden.
- 1925 entstand eine Villa in der Paulinenstraße 14 in Berlin-Lichterfelde.
- Ebenfalls 1925 wurde das Gemeindehaus der evangelischen Gemeinde Giesensdorf in Berlin-Lichterfelde-Süd in der Berliner Straße (heute Ostpreußendamm) als An- und Umbau des bestehenden Pfarrhauses vollendet. Das Haus ist leicht verändert erhalten, eine Tafel am Eingang weist auf den Architekten hin.
- Auf dem Eckgrundstück Berliner Straße (heute Ostpreußendamm 153/153a) / Schillerstraße in Berlin-Lichterfelde errichtete er mit seinem Partner Spitzner 1925/1926 ein Mehrfamilienhaus, das heute unter Denkmalschutz steht.
- Die 1926 errichteten Wohngebäude in Berlin-Neukölln, Sonnenallee 191–199, sind in leicht veränderter Form erhalten.
- 1927 wurde die Wohnanlage der Gemeinnützigen Heimstättengesellschaft der Berliner Straßenbahn in der Gartenstraße 30–34 / Wegenerstraße 7/8 in Berlin-Weißensee vollendet. Diese Anlage ist ein Prototyp der von Möhring propagierten Blockrandbebauung. Eingänge und Balkone wurden hier auf die Gartenseite gelegt. An beiden Projekten wirkte Hans Spitzner mit.
- 1927/1928 wurde die expressionistische Kapelle auf dem Evangelischen Gemeindefriedhof in Berlin-Marienfelde errichtet. Dieses kleine Bauwerk ist ein besonders schönes und sehenswertes Beispiel für das späte Schaffen Möhrings und seines Partners Spitzner. Die Kapelle ist hervorragend erhalten und wird weiter genutzt. Im Krieg zerstörte Fenster wurden neu gestaltet.
- Zwischen 1927 und 1930 entstand in Berlin-Wedding rund um die Antwerpener Straße eine Wohnanlage der Heimstättengesellschaft Primus. An diesem großen Komplex waren neben Bruno Möhring und seinem Sohn Rudolf die Architekten Albert Geßner, Friedrich Hennings und Franz Seeck beteiligt. Sie folgten hier dem Prinzip der Blockrandbebauung mit großen und begrünten Innenhöfen, in denen teilweise auch Mietergärten angelegt wurden. Diese Anlage ist in leicht veränderter Form erhalten. Nach gründlicher Modernisierung erfolgt 2006 eine Umwandlung in Eigentumswohnungen.
- Das Grabmal der Familie Möhring auf dem evang. Friedhof Marienfelde ist als Ehrengrab für Bruno Möhring erhalten, die Grabstelle ist neu belegt.

### Bauten im Land Brandenburg

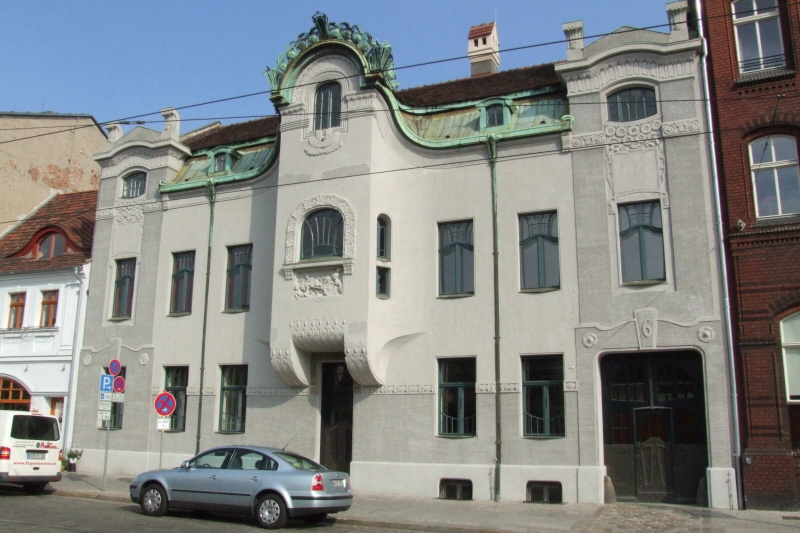
Villa Lehmann in Brandenburg, Frühjahr 2007

- 1901–1902 wurde das Wohnhaus für den Fabrikanten Ernst Paul Lehmann in Brandenburg a.d. Havel, Plauer Straße 6, von Möhring innen und außen grundlegend umgestaltet. Dieses Gebäude ist ein besonderes Zeugnis für Jugendstilbauten. Das Haus befindet sich nun im Eigentum der Stadt Brandenburg. Die Fassade ist leicht verändert erhalten.
- 1905–1907: Villa für den Hofjuwelier und Kommerzienrat Johannes Heinrich Werner in Klein Glienicke, Griebnitzstraße 3. Das Haus wurde vermutlich bei Errichtung der Grenzanlagen zwischen Klein Glienicke und Berlin abgerissen.[7]
- 1907–1908 wurde Möhring von Ernst Paul Lehmann mit dem Bau der Bismarckwarte auf dem Marienberg in Brandenburg a.d. Havel beauftragt. Diese Anlage liegt in Sichtweite des Wohnhauses von Lehmann. Die bestehende Treppenanlage im Park geht im Wesentlichen auf die Entwürfe von Möhring zurück. Die Bismarckwarte selbst wurde 1974 abgerissen und durch den Neubau der Friedenswarte ersetzt.
- 1911 entwarf er für den Bildhauer Georg Roch ein Atelierhaus am Schermützelsee in Buckow. Die sogenannte „Eiserne Villa“ wurde 1952 von Bertolt Brecht und Helene Weigel als Sommerhaus übernommen und dient heute unter dem Namen Brecht-Weigel-Haus als Museum und Erinnerungsstätte für das Künstlerehepaar.
- 1915–1917 entstand der Bismarckturm auf dem Schlossberg in Burg (Spreewald). Dieses Denkmal hat die Wirren der Zeit überstanden und ist erhalten.

### Bauten in Sachsen-Anhalt

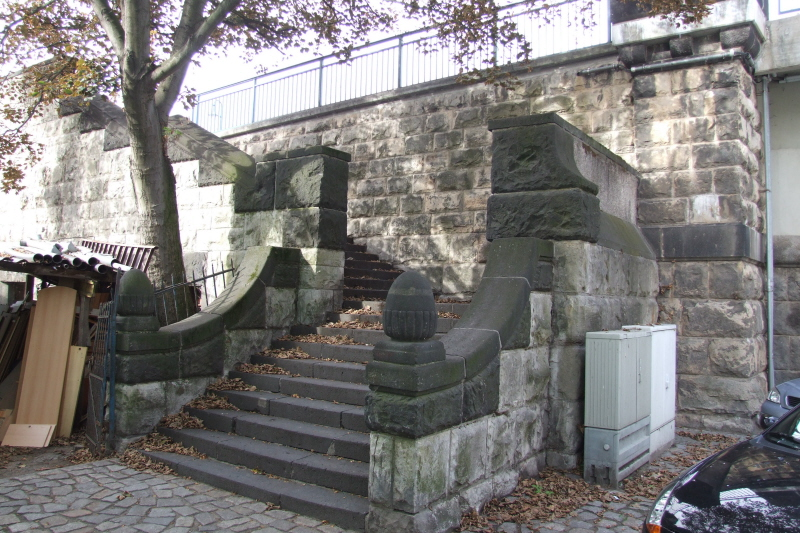
Treppe der ursprünglichen Schönebecker Elbebrücke

1912 war Möhring an der Gestaltung der Elbebrücke in Schönebeck beteiligt. Die Brücke wurde im Zweiten Weltkrieg teilweise zerstört und vereinfacht wieder aufgebaut. An der heutigen Brücke finden sich noch Fragmente des Ursprungsbaus.
Bruno Möhring lieferte den Entwurf für den Friedhof in Bitterfelde, Friedenstraße 45, 47.

### Bauten in Rheinland-Pfalz

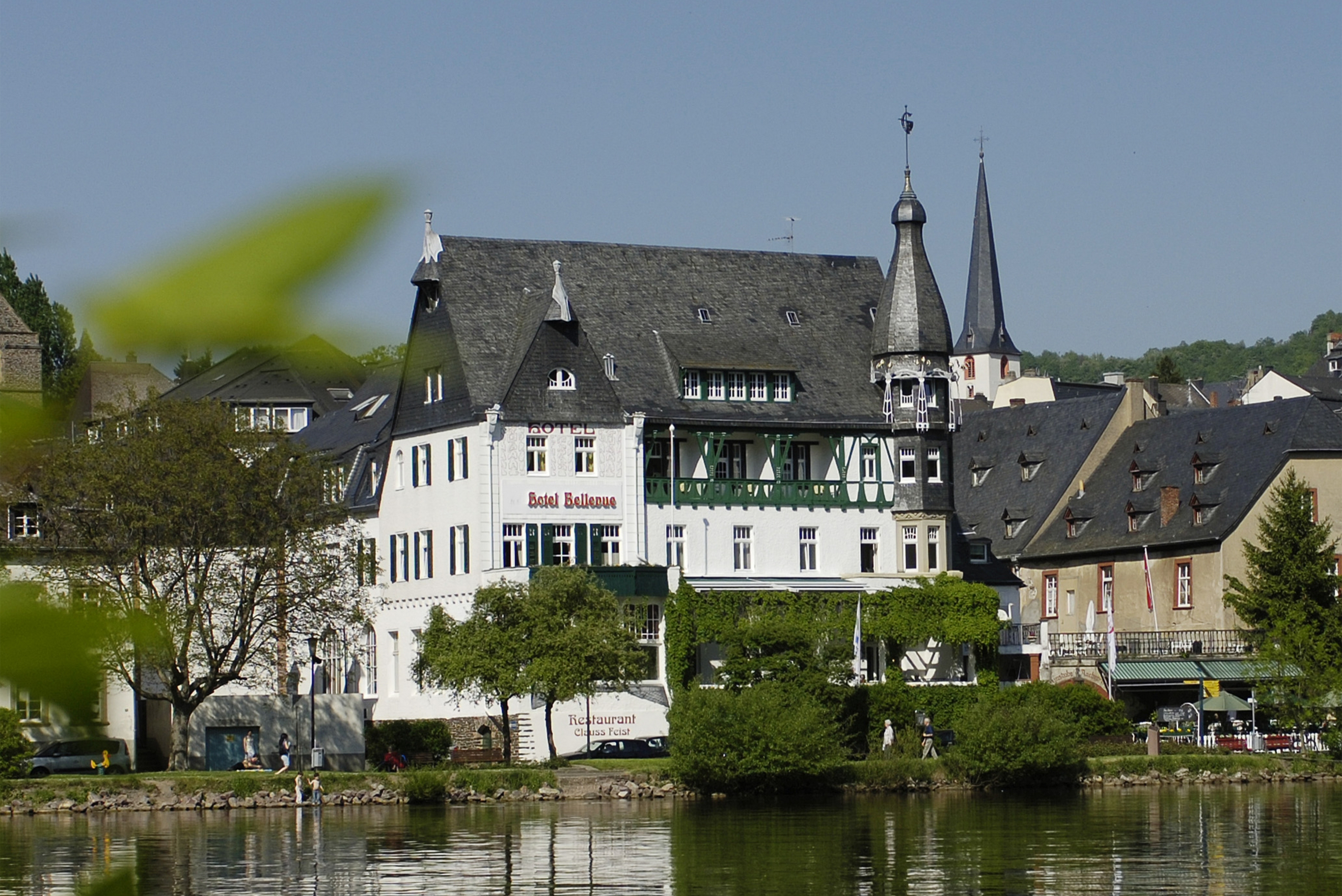
Das Jugendstilhotel Bellevue in Traben-Trarbach.
Das Gasthaus „Clauss-Feist“ war ursprünglich im Jahr 1837 als Fachwerkhaus gebaut worden. 1900 wurde es durch einen Großbrand komplett zerstört. Bruno Möhring, der selbst gerne dort gastiert hatte und die Inhaber persönlich kannte, entwarf daraufhin die Pläne für einen Neubau (Fertigstellung 1903).

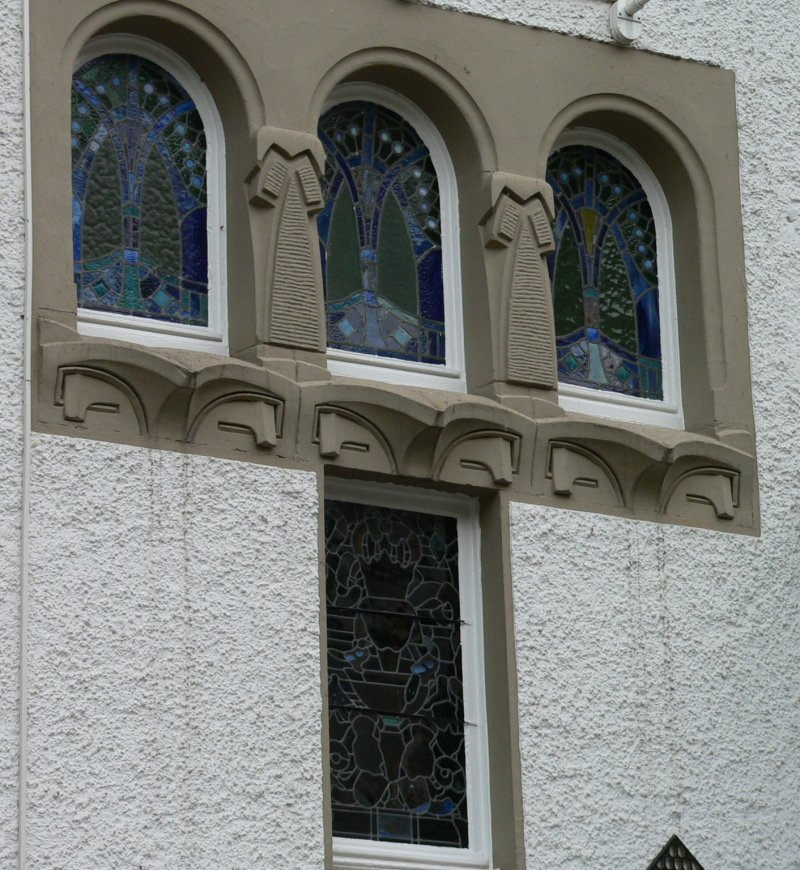
Jugendstilfenster im Hotel Bellevue, Traben-Trarbach

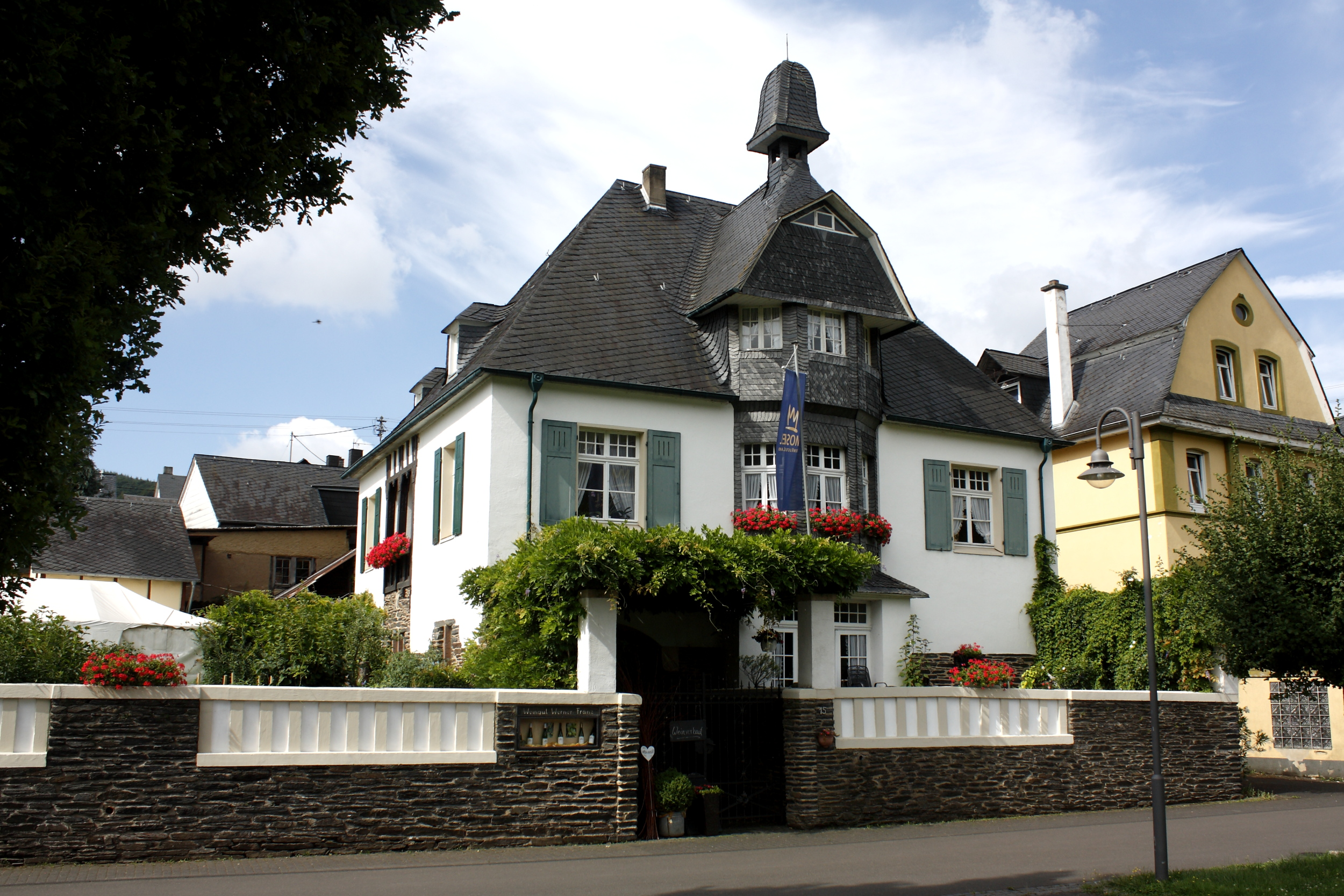
Winzerhaus im Jugendstil in Lösnich/Mosel, Baujahr 1906

- 1897 gewann er den Wettbewerb für den Bau der Moselbrücke, die die Ortsteile Traben und Trarbach verbindet. Die 1899 fertiggestellte eiserne Brückenkonstruktion wurde 1945 gesprengt, das von Möhring gestaltete Brückentor blieb jedoch beim Wiederaufbau erhalten.

In den folgenden Jahren erhielt er weitere Aufträge für mehrere bis heute erhaltene Gebäude:
- 1901-03: Hotel Clauss-Feist, An der Mosel 11, mit größtenteils erhaltener von ihm entworfener Inneneinrichtung
- 1904: Villa Huesgen, Am Bahnhof 50
- 1905: Villa Dr. Gustav Breucker (später Nollen), An der Mosel 7
- 1905: Weingut Langguth in Enkirch[9]
- 1906: Erweiterungsbau für das Kur- und Logierhaus Wildstein bei Traben-Trarbach, später genutzt als Erholungsheim der Mannesmannröhren-Werke AG, heute: Kurhotel „Parkschlösschen Bad Wildstein“, Wildbadstraße 201
- 1906/07: Großkellerei Julius Kayser & Co., Bruno-Möhring-Platz 1 (heute Buddha-Museum)
- 1906: Winzerhaus in Lösnich, Gestade 15

### Bauten in Nordrhein-Westfalen
- 1898: Rheinbrücke in Bonn (1945 zerstört)
- 1900: Stationsbauwerk der Haltestelle „Döppersberg“ der Wuppertaler Schwebebahn (1926 abgebrochen)
- 1902–1904: Aakerfährbrücke in Duisburg (in den 1990er Jahren durch Neubau ersetzt)
- 1903: Maschinenhalle der Zeche Zollern II/IV in Dortmund-Bövinghausen (heute Standort des LWL-Industriemuseums)
- ab 1910: Beamten-Siedlung „Am Grafenbusch“ der Gutehoffnungshütte in Oberhausen (in vier Bauabschnitten, Terrakotta-Schmuckelemente an den Wohnhäusern der leitenden Angestellten von John Martens)

### Bauten im Ausland

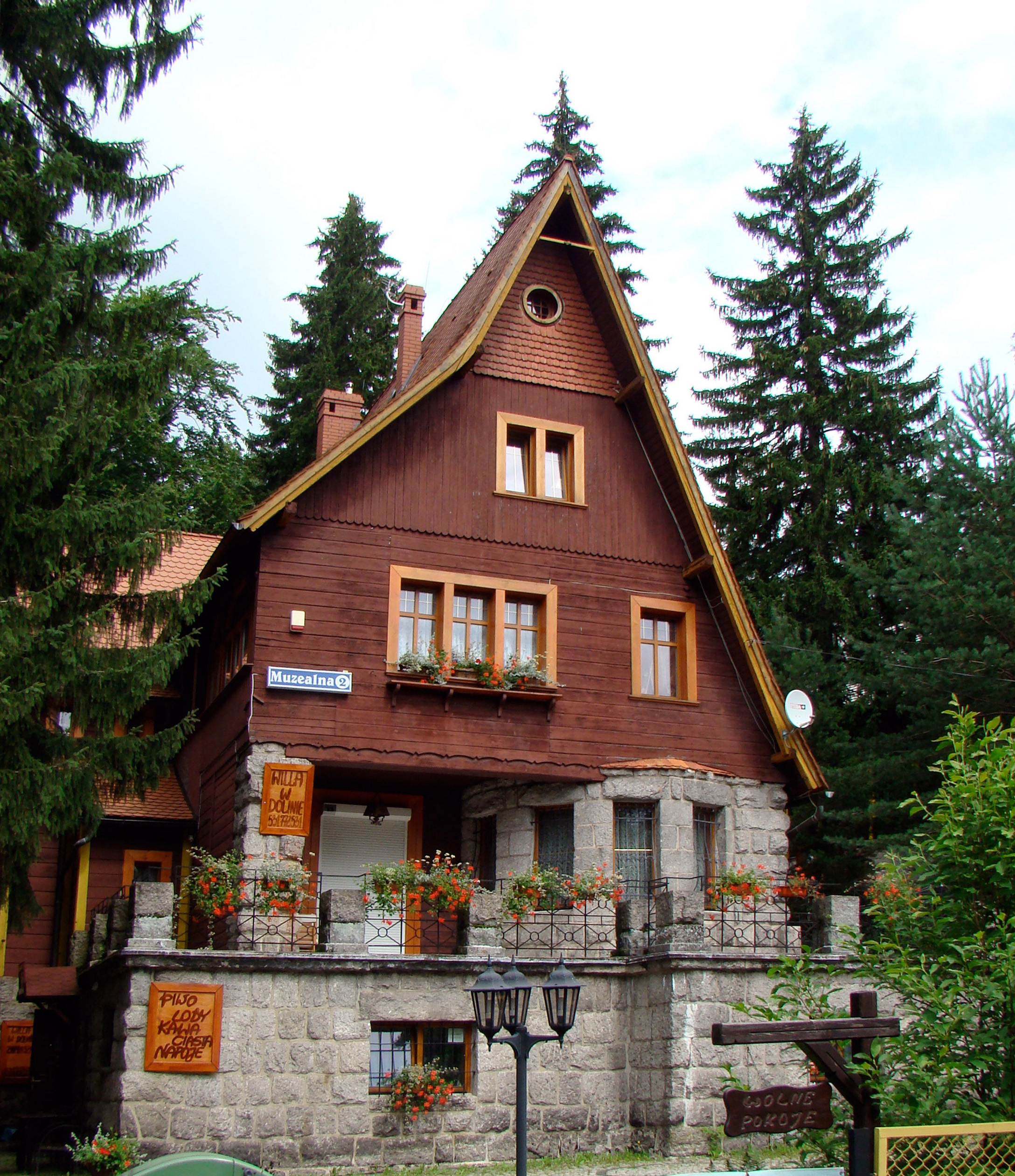
Villa von Dr. Alfred Koeppen in Szklarska Poręba (Schreiberhau), ul. Muzealna 2

- Wohnhaus von Dr. Alfred Koeppen in Mittel-Schreiberhau im Riesengebirge (ul. Muzealna 2) von 1907.
- Museum Mexiko (Museo Universitario del Chopo): Der Industriebau mit Jugendstilschmuck stammt ursprünglich aus Deutschland. Er war 1902 im Auftrag der Gutehoffnungshütte in Oberhausen und der Gasmotorenfabrik Deutz (später Teil der Klöckner-Humboldt-Deutz-Werke) nach Plänen des Berliner Architekten Bruno Möhring und des Chefkonstrukteurs der Gutehoffnungshütte, Reinhold Krohn(Brückenbauabteilung in Oberhausen-Sterkrade), als Ausstellungshalle für die Rheinisch-Westfälische Industrie- und Gewerbeausstellung in Düsseldorf errichtet worden. Die Halle war direktes Vorbild für die berühmte, ebenfalls von Möhring gestaltete Jugendstil-Maschinenhalle der Zeche Zollern II/IV in Dortmund-Bövinghausen. Da von vornherein feststand, dass die Halle nicht dauerhaft in Düsseldorf verbleiben würde, wurde sie mittels Verschraubungen komplett demontierbar konstruiert. Der größere Hauptteil wurde von dem mexikanischen Unternehmen José Landeros y Cos in Zusammenarbeit mit der Compañía Mexicana de Exposición Permanente erworben, nach Mexiko verschifft und von 1903 bis 1905 in der Nähe des Bahnhofs Buenavista wieder aufgebaut. Dort diente er ab 1909 als nationales Museum der Naturgeschichte Mexikos, zeigte Dinosaurier und anderes. 1960 führten starke Schäden an der Sammlung zur Schließung des Museums. Ab 1973 ging die Halle an die Universidad Nacional Autónoma de México (UNAM) über, die den Bau nach Renovierung und Umgestaltung am 25. November 1975 als Zentrum für junge, avantgardistische und experimentelle Kunst (Bildende Kunst, Theater und Musik) wiedereröffnete. Das Gebäude wurde ab 2006 bis 2010 nach Plänen des argentinischen Architekten Enrique Norton erneut renoviert und umgebaut. Alle späteren Einbauten wurden dabei entfernt, im Innern eine über mehrere Stockwerke führende, frei stehende Rampe eingebaut.

## Schriften
- zusammen mit Rudolph Eberstadt und Richard Petersen: Groß-Berlin. Ein Programm für die Planung der neuzeitlichen Großstadt. Berlin 1910.